# Jitex BK
Jitex BK är en damfotbollsförening från Mölndal, bildad 21 januari 1971. Laget är en av de mest framgångsrika klubbarna inom svensk damfotboll med sex SM-guld och tre segrar i Svenska cupen (Folksam Cup). Fotbollslaget vann också inomhus-SM 1996. Den mest framgångsrika perioden är än så länge i slutet av 1970-talet samt början av 1980-talet. Jitex BK spelar 2023 i Elitettan och har flicklag från F11-F03 samt juniorverksamhet. Varje år ordnas en fotbollsskola.
Klubben spelar också futsal. I mars 2017 blev F17-laget svenska mästare genom att besegra Borgeby FK med 2–1 vid finalen i Helsingborg.

## Historik
Hösten 1969 samlade Berit Andell, en av föreningens grundare, några handbollsflickor från IK Heim ute i Tuve för att premiärspela mot Tuve IF. Berit Andell hade bett att få låna en fotboll av Sven Lundbeck, lagets blivande första tränare (och vän till hennes man Stig Andell). Matchen slutade 1-1 och gav mersmak.
Namnet Jitex kommer från första sponsorn Ji-Tex, ett klädhus i Krokslätt ägt av Ingvar Jingbrant. Berit Andell hade bett att få matchtröjor till det nya damlaget och som motprestation fick klädvaruhuset ge namn åt klubben – till Mölndals kommuns stora förtret som absolut ville att Mölndal skulle finnas med i namnet.  Laget har sedan bildandet spelat i de karaktäristiska lila matchdräkterna.
Den 11 november 1976 stod Mölndals nya centrum klart – döpt till Mölndals Bro. Under invigningen ordnades flera arrangemang med underhållare som Thore Skogman, Stefan Ljungqvist, Mölndals revysällskap, Musikskolans kammarkör, spelmanslag och Mölndals musikkår. På kvällen blev det allmän dans till storbandsjazz, och dagen därpå spelade Jitex damlag fotboll med "kommungubbarna".
Jitex BK vann SM-guld åren 1974 (vinst mot Hammarby IF med 1-0 på Gamla Ullevi), 1976, 1979, 1981, 1984 och 1989. 1979 vann Pia Sundhage skytteligan med 25 mål och blev senare också uttagen till landslaget.  Andra Jitex-spelare som också blev uttagna till landslaget var Anette Börjesson och Elisabeth Leidinge.
1985 valdes Nils-Olof Anderson in i styrelsen och blev sedan ordförande 1986 fram till och med 2001 då han blev hedersordförande, dock med en kort period under 1997 då Anette Börjesson innehade posten men då hon kort efter valet lämnade Mölndal återkom Nils-Olof Anderson igen.
Nils-Olof Anderson har betytt mycket för klubben och han har samtidigt innehaft styrelsefunktioner som ordförande, vice ordförande och kassör i Elitfotboll Dam, EFD sedan 1990 och alltjämt trots att Jitex ej längre är medlem av EFD. Anderson har vidare haft ett antal uppdrag inom Svenska Fotbollförbundet som ledamot av Representantskapet sedan 1995 och i Ekonomiska Samrådsnämnden, Revisionsnämnden, Disciplinnämnden, Förtjänstteckengruppen, Tävlingsutskottet för att nämna några.

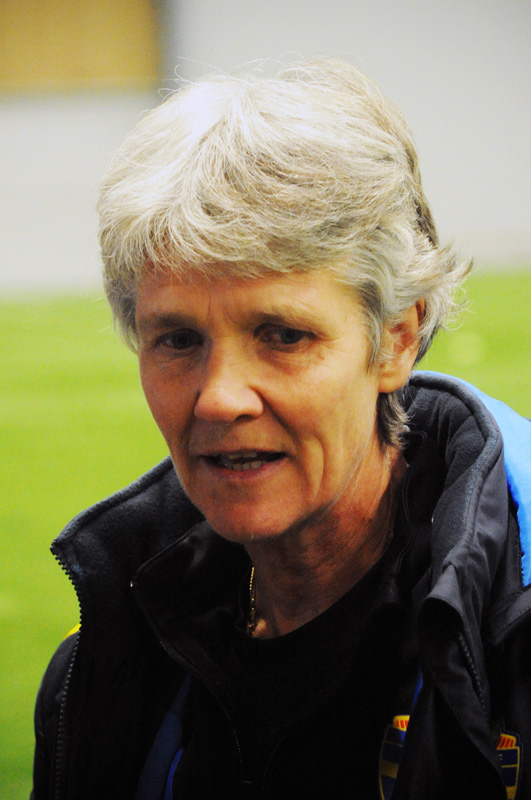
Pia Sundhage var under 1980-talet en av stöttepelarna i Jitex. Bild från 2013.

### 1990-talet
Efter ekonomiska problem i början av 1990-talet fusionerades 1993 klubben med konkurrenterna i GAIS damsektion och antog namnet Jitex BK/JG93. JG stod för Jitex Göteborg. Efter sammanslagningen fanns 50 spelare att tillgå på senior- och juniornivå. En stark avslutning på serien var nära att ge Jitex guldet.
1994 klassades Damallsvenskan som världens bästa liga. Nya tränare för Jitex BK/JG93 blev Morgan Nilsson (från Örgryte) och Christer Andréasson. Trots nästan samma lag som fjolåret gick det sämre och tränarna valde att hoppa av i augusti. Susanne Lundmark och Christina Johansson tog över som tränare och laget slutade på 7:e plats.
1995 spåddes Jitex/JG 93 få det tufft i Damallsvenskan, då sju etablerade spelare lämnat inför säsongen. I första matchen vann man överraskande mot Öxabäck med 2-1. För att få tillgång till unga talanger grundades en farmarklubb av laget i reservlagsserien. A-laget hamnade på 7:e plats i serien. I november firade Jitex 25-årsjubileum.
1996 satsade föreningen och 37 spelare fanns att tillgå inför säsongen. Året började bra med seger i Kronäng Cup i januari. Tre av A-lagets spelare var uttagna till landslaget. Dessutom blev det SM-guld i 5-manna efter seger mot Älvsjö i finalen med 8-4. Säsongen inleddes med flera segrar och mot bl.a. nykomlingarna Umeå IK. Laget blev först i landet med att anställa en barnvakt, så att spelare med barn kunde fortsätta spela på elitnivå. Först i juni kom första förlusten - mot Hammarby IF, där nu före detta Jitexspelaren Pia Sundhage nu spelade. Laget gjorde 35 mål och hamnade på 3:e plats i Damallsvenskan. I november blev det klart att tränaren Kaj Hansson skulle göra comeback i laget. Hansson hade tidigare tagit guld med Jitex BK 1981, 1984 och 1989.
1997 blev Jitex/JG 93 landets första fotbollsklubb i Sverige med en kvinnlig ordförande genom att välja Anette Börjesson. Sedan 1994 hade Börjesson varit vice ordförande. Inför säsongen hade sex ordinarie spelare lämnat, men Victoria Svensson rekryterades. Då Damallsvenskan inleds med fyra förluster och inga mål, föreslog tränaren Kaj Hansson ett tränarbyte. I juni förlorade Jitex mot Malmö med 7-0, men mot Gideonsberg kom årets första vinst (5-0). Under hösten gick det sämre igen och laget slutade tolva, sist i Damallsvenskan 1997, och åkte ur högsta serien efter 27 år. Anette Börjesson slutade som ordförande och Nils-Olof "Noa" Andersson efterträdde. Farmarlaget BK Jige spelade i Division 3.
1998 spelade Jitex i Division 1 Södra. Inför säsongen hade flera etablerade spelare lämnat, bl.a.  Victoria Svensson för Älvsjö. Överhuvudtaget gick damfotbollen dåligt i Göteborg och antalet damlag hade halverats på 10 år. Varken IFK Göteborg, Örgryte, GAIS eller Västra Frölunda hade flickverksamhet. Detta år åkte också Öxabäck/Mark ur Damallsvenskan. I augusti blev Anette Hansson assisterande tränare i Jitex. Under hösten diskuterades en sammanslagning av klubbarna Jitex, IF Mölndal och Fässbergs IF, men inget blev av. Laget slutar 4:a i serien.
1999 Kaj Hansson fortsatte som tränare, men laget lyckades inte vinna Division 1.

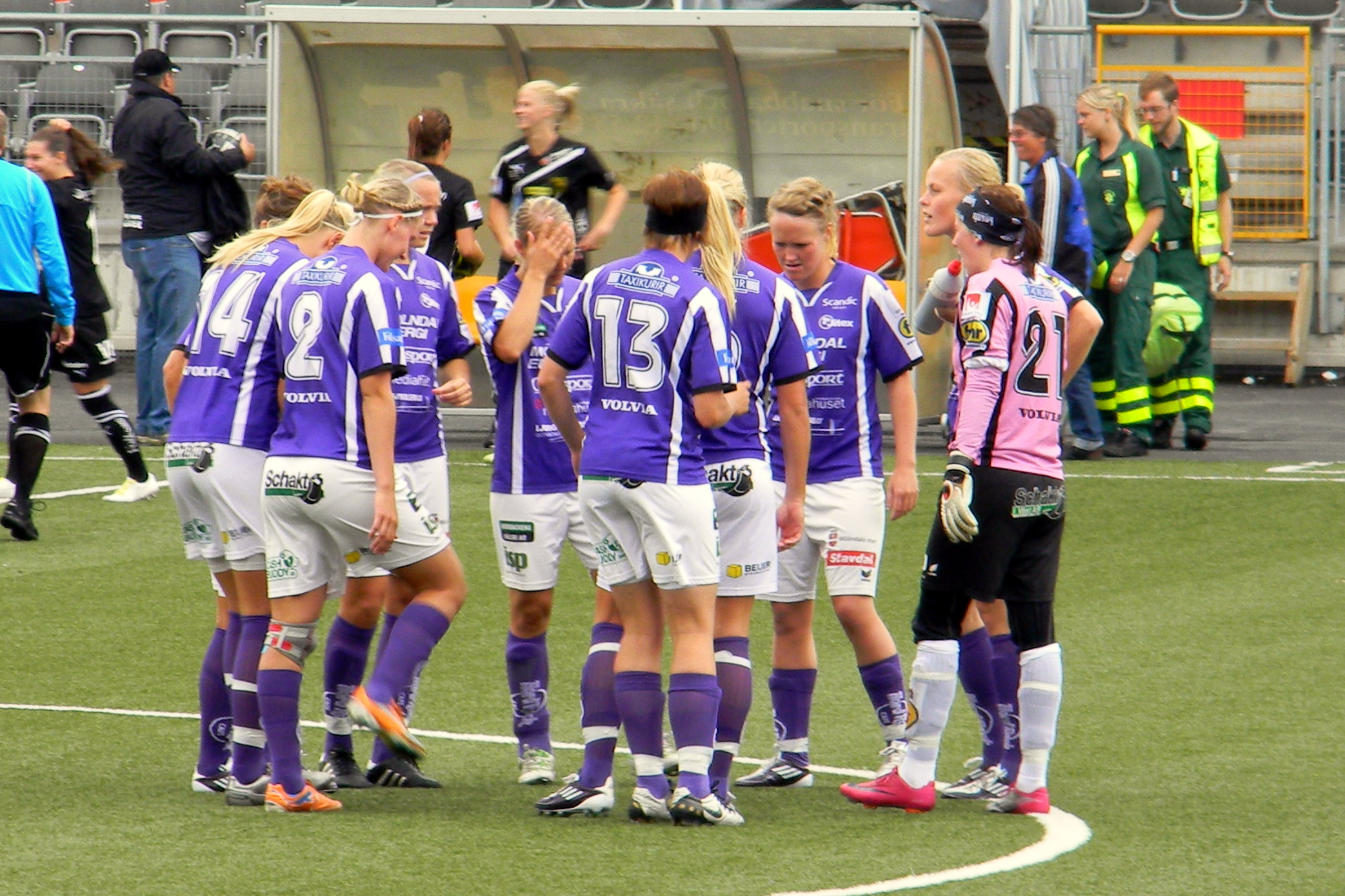
Lagsamling före en match 2011.

### 2000-talet
2001 drog sig Jitex ur seriespel med sitt A-lag. Farmarlaget BK Jige spelade i Division 2. 
2002 startade Jitex BK om i Division 4 och blev samtidigt farmarklubb till Jitex DFF (före detta BK Jige) som slutade trea i Division 2 Västra Götaland.
2003 vann Jitex DFF Division 2 Västra Götaland och kvalspelade sig framgångsrikt upp under hösten, samtidigt som Jitex BK vann Division 4.
2004 slutade Jitex DFF på 8:e plats i Söderettan. Jitex BK vann Division 3 och dessutom Gothia Cup för första gången – med två lag, F19 och F13. 
2005 vann Jitex DFF Söderettan. Föreningarna bytte därefter namn med varandra. Jitex BK var nu tillbaka i Damallsvenskan 2006 men blev bara elva och åkte ur samma år.
Både 2007 och 2008 blev Jitex BK tvåa i Söderettan.
2009 vann Jitex BK Söderettan och flyttas upp till Damallsvenskan 2010.
2010 slutade Jitex BK sexa i Damallsvenskan 2010.
Både 2011 och 2012 slutade Jitex BK nia i Damallsvenskan. 1 november 2011 värvas Stefan Rehn som ny tränare för A-laget på ett 3-årskontrakt och efterträder Hans Prytz, detta hjälper dock inte, då man nästa år (2013) slutar på plats 10, strax över kval. 2014 kommer man 11:a i Damallsvenskan med 0 inspelade poäng. Anledningen att man inte hamnar sist är att Tyresö FF går i konkurs och tvingas dra sig ur.
2015 hamnar Jitex på plats 12 i Elitettan och istället för en återkomst till Damallsvenskan blir det spel i Division 1 i fotboll för damer.
I fyra år på raken (2016-2019) vinner Jitex sin serie i Division 1, men misslyckas de tre första åren att kvala sin in i Elitettan, då man varje år förlorat kvalmatcherna mot i tur och ordning Västerås BK30, Asarums IF och Borgeby FK. 2019 går kvalet slutligen Jitex väg och man vinner mot Dösjöbro IF.
Sedan 2020 spelar Jitex återigen i Elitettan.

## Hemmaplan
Vid uppstarten av föreningen 1971 skedde träningar på Gärdesplan i Åby och i Broslättsskolan. Under de första decennierna hade klubben Kvarnbyvallen som hemmaplan. I samband med återkomsten till Damallsvenskan 2005[källa behövs] flyttade man sina hemmamatcher till Valhalla IP, med 4 000 läktarplatser varav 700 under tak. Numera (2013) spelas hemmamatcherna på den mindre (1 500 platser) Åbyvallen.

## Kända spelare genom åren, flertalet i landslaget
- Camilla Ackerfors
- Berit Andell, back, (1971-?)
- Pernilla Bowall
- Anette "Nettan" Börjesson, back/libero
- Marika Domanski Lyfors
- Annika Eriksson
- Birgitta Andersson, back (1978-1987)
- Camilla Fors
- Ulla Fredholm, back
- Malin Frigård
- Anette Hansson
- Ingela Hultén, kedjan
- Eleonor Hultin
- Lena Isberg
- Helen Johansson
- Ingrid Johansson
- Kristin Karlsson
- Eva Kärrberg
- Helena Folkow
- Elisabeth "Lappen" Leidinge, målvakt, (1979-1991)
- Yvonne Lindqvist
- Anne Lundh, mittfältare
- Ann Magnusson
- Berit Andell, back, (1971-?)
- Anette "Vinden" Nicklasson[11]
- Kerstin Nyberg, centerhalv
- Sabine Piltorp, målvakt
- Susanne Piltorp
- Fridolina Rolfö
- Britta Samuelsson, kedjan
- Victoria Sandell Svensson, (1997)
- Görel Sintorn, mittfältare
- Malin Stålklint
- Pia Sundhage, anfallare, (1979-1981, 1984, 1985, 1987-1989)
- Anna Svenjeby
- Camilla Svensson

Källa: Landslagsspelare 1973–2012, http://svenskfotboll.se/ImageVault/Images/id_69553/ImageVaultHandler.aspx#page=1&zoom=auto,0,848

## Kända tränare genom åren
- Stefan Rehn, (1 november 2011 – 2013)
- Jessica Julin, (november 2010 – 31 oktober 2011)[12][13]
- Hans Prytz, (2005 – 2006)[14], 2009 – 31 oktober 2011), nominerad till Årets tränare på Fotbollsgalan 2010[15]
- Robert Bengtsson Bärkroth, (2007)[16][17][18]
- Benny Otter, (2008)[19]
- Mats Heed, (2007)
- Annica West, (2003 – 2004)[20]
- Kaj Hansson, (1981 – 1984, 1987 – 1990, 1997, 1999)[21]
- Sven Lundbeck, (hösten 1969 – )